# Лора Кремен
Лора Михайлова Кремен е българска актриса.

## Биография
Дъщеря е на писателя Михаил Кремен – автор на книгата „Романът на Яворов“, и е кръстена на съпругата на П. К. Яворов – Лора .
Известна е с участието си повече в телевизионни театри, отколкото в игрални филми.
От малка започва да свири на пиано, като родителите ѝ очакват това да е бъдещото ѝ поприще.
След като завършва ВИТИЗ при проф. Стефан Сърчаджиев през 1960 г. започва работа в Драматичен театър „Сава Огнянов“ в Русе. Случайно попада в Младежкия театър по време на репетиция. Играе роли в различни театрални постановки като Монахова във „Варвари“ на Горки, Маргарита Готие в „Дамата с камелиите“ на Дюма-син, Лариса в „Без зестра“ на Островски, Наталия Петровна в „Месец на село“ на Тургенев. Звезда на сцената на „Сълза и смях“.
След обществено-политическите промени през 1989 г. емигрира във Франция, където живее в Париж от 1990 до 2000 г. и Сан Рафаел (2000 – 2012). През първите си години в Париж прави рецитали по Елисавета Багряна и Жак Превер заедно с арфистката проф. Сузана Клинчарова. В Сан Рафаел Лора Кремен води театрална формация. Последната ѝ постановка е „Шербургскит...е чадъри“.
Лора Кремен е свързана с Франция, особено заради сестра си Агнес, която е омъжена за французин, работи като учителка, но при пожар в училището, спасявайки децата, самата тя загива.
Умира на 9 март 2012 г. в Сан Рафаел.

## Награди и отличия
- Заслужил артист

## Театрални роли
- „Блокада“ (Камен Зидаров) – Мана
- „Орфей слиза в ада“ (Тенеси Уилямс) – Каръл
- „Островът на Афродита“ (А Парнис) – Кат
- „Дванадесета нощ“ (Уилям Шекспир) – Виола-СЕбастиян
- „Аристократи“ (Погодин) – Соня
- „Комедия от грешки“ (Уилям Шекспир) – Адриана
- „Жена без значение“ (Оскар Уайлд) – г-жа Арбътнот
- „Татул“ (Георги Караславов) – Мариола
- „Три сестри“ (Антон Чехов) – Маша
- „Варвари“ (Горки) – Монахова
- „Дамата с камелиите“ (Александър Дюма-син) – Маргьорит Готие
- „Без зестра“ (Островски) – Лариса
- „Месец на село“ (Тургенев) – Наталия Петровна

## Телевизионен театър
- „С чужди – драг, вкъщи – враг“ (1985) (от Иван Вазов, реж. Павел Павлов)
- „Дон Жуан или Любовта към геометрията“ (1982) (Макс Фриш)
- „Осем жени“ (1980) (Роберт Тома)
- „Сбогом на оръжията“ (1980) (Ърнест Хемингуей), 2 ч.
- „Не подлежи на обжалване“ (1973) (Лозан Стрелков)
- „Разпаленият въглен“ (1970) (Лозан Стрелков)
- „Свирач на флейта“ (1970) (Йордан Йовков)
- „Сред героите на Йовков“ (1970) (Йордан Йовков)

## Филмография
| Година      | Филми и Сериали                | Серии | Роля                                                          |
| ----------- | ------------------------------ | ----- | ------------------------------------------------------------- |
| 1990        | Бащи и синове                  | 5     | майката на Стефка                                             |
| 1987        | Един ден на доктор Андронова   |       | доцент Цонева                                                 |
| 1986 – 1987 | Време за път                   | 5     | майката на Стефка                                             |
| 1987        | Дом за нашите деца             | 5     | Майката на Стефка                                             |
| 1985        | Константин Философ             | 2     |                                                               |
| 1984        | Спасението                     |       | охридчанка                                                    |
| 1983        | Константин Философ             | 6     |                                                               |
| 1981        | Хан Аспарух                    | 3     | майката на Велизарий                                          |
| 1977        | Звезди в косите, сълзи в очите |       | г-жа Вартанж                                                  |
| 1974        | Спомен                         |       | орисницата                                                    |
| 1967 – 1974 | Произшествие на сляпата улица  | 6     | малката леля на Роза (във 3-та серия: „Самопризнание“ - 1974) |
| 1970        | По жицата                      |       |                                                               |
| 1968        | Процесът                       |       | Борисова, майката на Евгени                                   |